# 道の駅とわだ
道の駅とわだ（みちのえき とわだ）は、青森県十和田市にある国道4号（十和田バイパス）の道の駅である。愛称はとわだぴあ。

## 概要
道の駅とわだは開発正式名称が「十和田市伝法寺地区産業振興施設」で、センターハウス、匠工房、場外馬券売場（正式名称：勝馬投票券販売所）テレトラックとわだ、公園、多目的広場からなる。道の駅は、この内のテレトラックとわだを除いた部分が該当する。
道の駅は十和田バイパスの起点付近に位置し、2001年（平成13年）8月21日の十和田バイパス全線開通と同日に開駅した。
2001年（平成13年）の開駅（供用開始）から2007年（平成19年）3月末日まで十和田市直営で運営され、同年4月から指定管理者制度となった。公募をしたところ、他に応募者がなかったため、初代の指定管理者には有限会社良品開発が選定された。
2015年3月末の指定管理契約期間の終了に伴い、十和田市が指定管理者の公募を行い、まちづくりを主目的とした法人「株式会社パワフルジャパン十和田」の事業計画が採択され、議会承認を得たのち、2015年4月1日より新指定管理事業者となった。
道の駅とわだ・センターハウスは、特産品PRコーナー、農産物普及コーナー、レストラン・軽食コーナーの3つに分かれ、それぞれにテナントが使用をしている。

## 沿革
開業に至るまでの間、多くの紆余曲折があった。その最たるものは、勝馬投票券販売所いわゆる馬券売場が併設されることに反対する市民運動と設置場所に関する市内商工業者の問題。つまり、馬券売場が十和田市に設置させ賭博性のある業種を呼び込む誘致に対する市民の反対運動と市南端に位置する場所であったため、中心市街地のメンバーで構成させる十和田市商工会議所などでも「なぜあんな所に」という意見が噴出していた。
当初の計画では、造成・建物等は十和田市が開発を行い、運営は十和田商工会議所に担う予定で、十和田市と十和田商工会議所と間で何度か折衝を重ねていた。しかし、十和田市商工会議所は十和田市に対しての家賃相当にあたる「使用料」の高額さを理由に運営の打診を辞退。その後、市は運営の担い手を求め、当時となりの十和田湖町で道の駅を運営していた財団法人十和田湖ふるさと活性化公社、十和田市内の十和田市観光協会、十和田市農業協同組合など秋波を送るも、ことごとく辞退される。
2001年（平成13年）8月に公設民営の方針を転換し、十和田市直営を目指すこととなる。また、十和田市は市の広報誌「広報とわだ」2001年8月号にて各運営テナントの募集を発表した。特産品PRコーナーへ応募した会社は一社のみで、応募したのは三本木商事株式会社。三本木商事株式会社は100%出資の子会社、有限会社良品開発を設立し、この子会社がテナントとして入居することとなった。
その後2007年（平成19年）3月末日まで十和田市直営で運営され、同年4月から指定管理者制度に移行した。その際、指定管理者の公募には有限会社良品開発の一社のみが応募した。結果有限会社良品開発が指定管理者に選定された。
2015年4月1日、指定管理契約期間の終了に伴う公募・選定により、「株式会社パワフルジャパン十和田」が指定管理事業者となった。（5か年契約）
「株式会社パフルジャパン十和田」は、東京に本部がある「特定非営利活動法人 元気な日本をつくる会」の有志メンバーが2012年2月に十和田市内に設立した法人であり、十和田市のPRやブランド化を推進するための活動を幅広く行っている。

## 施設
- 駐車場
  - 普通車：195台
  - 大型車：18台
  - 身障者用駐車場：3台（屋根付き2台）
- トイレ（いずれも24時間利用可能）
  - 男：大 5器、小 12器
  - 女：16器
  - 身障者用：1器
- 公衆電話：1台
- 公衆FAX：1台
- 農産物、特産品コーナー：9:00 - 20:00（4月 - 10月）、9:00 - 19:00（11月 - 3月）
- レストラン「レストラン四季」：11:00 - 17:00（4月 - 10月）、11:00 - 16:00（11月 - 3月）
- 軽食コーナー「フードカウンター春夏秋冬」10:00 - 17:00
- 匠工房 10:00 - 16:00 毎週月曜日休館（月曜日が祝日の場合、翌日休館）

### 農産物普及コーナー
運営：株式会社産直とわだ
農産物普及コーナーは主に農畜産物の普及を目的とし、地域内で採れた農産物が多数陳列販売されている。にんにくは作付け面積日本一、長芋も全国有数の作付け面積であり、携わっている生産者も多い。ダチョウ肉、中国系の野菜、ヨーロッパ系の野菜を生産している生産者も多く在籍しており、珍しい農産物が売場に花を添えている。農産物普及コーナーは株式会社産直とわだが運営を行っている。会員数は約100名（2009年7月1日現在）。開駅当初の2001年（平成13年）は任意団体として運営されていたが、2003年（平成15年）に法人化、2009年（平成21年）5月には株式会社化した。
2007年（平成19年）3月に地産地消推進協議会優良事例として農林水産省局長賞を受賞。
道の駅とわだは2005年（平成17年）3月に全国直売所研究会の発足に携わり、2007年（平成19年）6月の役員改選で理事職監事となっている。

### 特産品PRコーナー
運営：株式会社パワフルジャパン十和田
十和田市内の加工事業者が製造する自慢の加工品をはじめとする土産品の販売や青森県のお土産全般を販売している。

### レストラン・軽食コーナー
運営：株式会社四季彩
レストラン四季（しき）・・・十和田市の食材にとことんこだわり、野菜は主に農産物普及コーナーで販売している野菜を使用している。
フードカウンター春夏秋冬（しき）・・・サンドイッチやパスタ等の軽食を提供。十和田の野菜からとった野菜出汁を使用したラーメンも提供している。

### 匠工房
匠工房（たくみこうぼう）は、道の駅とわだの開駅に遅れること一年、2002年（平成14年）に開設された。工房内部は裂織作業室と加工室が2つ、研修室が1つあり、それぞれ南部裂織保存会、株式会社産直とわだが体験工房として運営している。計画当初の名前を「おしゃれ工房」と仮称されていたが、道の駅とわだの開業時には「匠工房」という名称となった。

## 取り組み

### グリーン電力
2007年（平成19年）11月に各テナントと共同で道の駅とわだ環境宣言を発表し、環境負荷の低減を目指すことを決めている。
この宣言を受け2008年（平成20年）1月1日より道の駅全国初となるグリーン電力の使用を開始。発電委託先は日本自然エネルギー株式会社で、購入電力量は10万KWh。
道の駅とわだ全体の電力使用量は約55万Kwh。
現在はグリーン電力の使用を停止している。

### サンチョオープンソース
サンチョオープンソースとは農産物直売所向けの売行き表示・欠品防止のシステム全体の総称。
有限会社良品開発に在籍していた苫米地氏（現在は退職済）によって開発されたサンチョオープンソースは、「サンチョメール」とも呼ばれている。この仕組みは投資が非常に少ないため青森県内の直売所3ヵ所と北海道でも使われている。
2008年（平成20年）、DELL/ICSB スモールビジネス賞日本国内部門で優勝。初代日本一となった。このサービスは現在使用されておらず、今はPOSレジシステムと連動した連絡メールとなり、生産者に利用されている。

## 受賞歴
- 2007年3月 - 地産地消推進協議会 農林水産省生産局長賞を受賞。[要出典]
- 2008年8月 - DELL/ICSB スモールビジネス賞 国内部門優勝。[要出典]

## アクセス
- 国道4号十和田バイパス - 登録路線

### バス停留所
- 南部バス『道の駅とわだ』バス停
  - 五戸 - 十和田市駅線

## 周辺
- テレトラックとわだ
- 奥入瀬渓流